# اندیس دشت آهو
دشت آهو یک اندیس غیرفلزی است که در استان کهگیلویه و بویراحمد قرار دارد و مادهٔ معدنی موجود در آن، سلستین است. سنگ میزبان این اندیس میوسن است